# Cathédrale Saint-Olaf d'Oslo
Cette  cathédrale ne doit pas être confondue avec une autre cathédrale d'Oslo.
 D’autres cathédrales portent le nom de cathédrale Saint-Olaf.
La cathédrale Saint-Olaf (en norvégien : St. Olav Domkirke) est un édifice religieux catholique de la ville d'Oslo (Norvège). De style néogothique, l'église construite en 1856 devient la cathédrale catholique du diocèse d'Oslo en Norvège en 1953 lorsqu'Oslo devient diocèse. Elle est consacrée à saint Olaf, roi et patron du royaume de Norvège.

## Historique
L'édifice a été construit en 1856 en style néogothique par les architectes allemands Heinrich Ernst Schirmer (de) et Wilhelm von Hanno dans le faubourg d'Hammersborg qui venait d'être urbanisé. La construction a été financée sur des fonds privés venus de Norvège et de l'étranger. Saint-Olaf devait servir à la communauté catholique d'église paroissiale, alors que la liberté du culte pour les catholiques était rétablie depuis quelques années. La reine Joséphine, qui avait conservé sa foi catholique, fut l'une des principales donatrices. Elle fit également don d'un tableau, copie de la Madone Sixtine, qui se trouve à droite du maître-autel.
L'église est construite en brique, selon la mode néogothique fort appréciée en Suède et en Norvège à l'époque, et sa façade occidentale est surmontée d'un unique clocher surmonté d'une flèche.
Son plan est à trois nefs divisées par des colonnes de granite. L'abside à l'orient accueille le maître-autel.
L'église est consacrée le 24 août 1856. Oslo est érigé en vicariat apostolique par Léon XIII en 1892 et l'église est élevée en cathédrale diocésaine en 1953, à la création du diocèse d'Oslo par Pie XII.

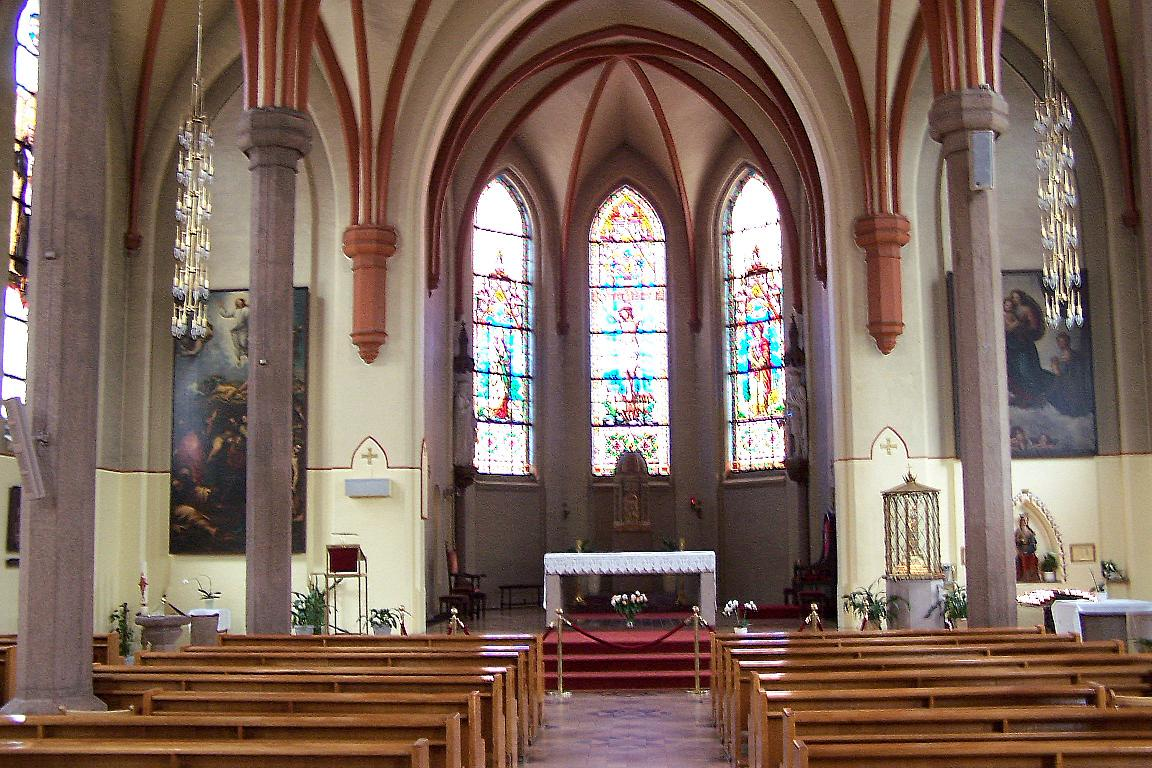
Intérieur de la cathédrale.

En 1861, le roi Frédéric VII de Danemark fait don à Saint-Olaf d'un reliquaire contenant le bras de saint Olaf, unique relique du saint demeurée depuis la Réforme en Scandinavie et qui avait été vénérée à la cathédrale de Nidaros au Moyen Âge.
La cathédrale est restaurée en 1975-1976 et adaptée aux besoins liturgiques post-conciliaires sous la direction de l'évêque de l'époque, John W. Gran. L'autel, selon les nouvelles normes du rite de Paul VI, est transformé et les colonnes sont rénovées. L'orgue, en style néobaroque, est restauré en 2002.
La cathédrale Saint-Olaf a reçu la visite du pape Jean-Paul II en 1989 qui lui a fait don de reliques de saint Olaf.

## Source
- (es) Cet article est partiellement ou en totalité issu de l’article de Wikipédia en espagnol intitulé « Catedral de San Olaf de Oslo » (voir la liste des auteurs).